# Sidi Hajjaj
Sidi Hajjaj (àrab: سيدي حجاج, Sīdī Ḥajjāj; amazic estàndard marroquí: ⵙⵉⴷⵉ ⵃⵊⴰⵊ, Sidi Ḥjaj) és una comuna rural de la província de Settat, a la regió de Casablanca-Settat, al Marroc. Segons el cens de 2014 tenia una població total de 20.732 persones.